# Raoul-Charles Simonard
Raoul-Charles Simonard est un jockey, driver et entraîneur français de chevaux de courses au trot, né le 10 novembre 1902 à Annappes dans le département du Nord et mort le 11 mai 1968 à Joinville-le-Pont.

## Biographie
Raoul-Charles Simonard, communément Raoul Simonard, nait le 10 novembre 1902 à Annappes, dans le département du Nord. Son père, Charles Simonard, est employé chez l'entraineur Jourdan. Charles étant mobilisé en 1914, Raoul-Charles part en apprentissage au Merlerault, dans l'écurie Olry-Roederer. En 1919, année de la réouverture des hippodromes, il obtient sa première victoire en selle sur Quarantaine.
Après son service militaire, il entre au service de l'écurie Thiéry de Cabanes, à Marcilly-sur-Seine, où il drive à l'entrainement. Il passe ensuite dans l'écurie de son cousin, Jules Guéroult, puis revient chez Thiéry de Cabanes pour lequel il drive en course et devient entraineur. Lors de sa deuxième épreuve à l'attelé, il remporte le Prix James Watt (futur Critérium des 3 ans) avec Courcy en 1927. Il rééditera cette victoire en 1934 avec Joli Cœur II, cette fois sous la casaque de G. Kamoun. Il remporte le Prix de Cornulier sur Junior du Verdier en janvier 1936.
Peu avant la Seconde Guerre mondiale, il est au service du propriétaire François Bertrin, jusqu'à la mort de celui-ci en mars 1944, et continue de s'occuper de l'entrainement de l'écurie de la Beauvoisière, dans l'Orne, portant dès lors les couleurs d'A. Cornet,. Il remporte à cette époque le Critérium des 3 ans (1943, avec Riga), le Prix de l'Étoile (1943, Riga), le Prix des Élites (1943, Quasi Roi, 1946, Ussy) et le Prix de Vincennes (1945, Ussy).
Dans les années 1950, après avoir abandonné l'entrainement, Raoul-Charles Simonard se met au service en course de l'écurie d'entrainement de Jonel Chyriacos. Il remporte son deuxième Prix de Cornulier sur Haut Médoc LB en 1957.
En 1960, il subit une alerte cardiaque, mais continue de piloter. Six ans plus tard, à La Capelle, après une victoire, une alerte plus sérieuse lui impose de cesser son activité.
Il meurt en 1968.
Son frère Robert, qui effectua une carrière plus modeste, remporta cependant le Prix d'Amérique (nommé sous l'Occupation Grand Prix d'Hiver) au sulky de Nébuleuse V devant Raoul (qui ne gagna jamais l'épreuve reine) au sulky d'Oviédo II. Raoul Simonard eut trois filles et un fils. Celui-ci, Bernard, fit également carrière dans le trot, pilotant notamment Kerjacques (Critérium des 5 ans), Quasipyl (Critérium des 3 ans), Sara de Bourgogne (Critérium des 3 ans) et Seddouk (Prix de Sélection). Il meurt à 40 ans, le 28 août 1970, à la suite d'une fracture du rocher consécutive à un accrochage à Vincennes.

## Palmarès jockey
- Prix Émile-Riotteau : Hamlet IV (1934), Junior du Verdier (1936), Quiroga II (1943)
- Prix du Président de la République : Junior du Verdier (1935), Dumbéa II (1951)
- Prix de Cornulier : Junior du Verdier (1936), Haut Médoc LB (1957)
- Prix Albert-Viel : Marceau II (1942)
- Prix Hémine : Ribérac (1942), Ussy (1945), Bank Note (1948)
- Prix Edmond-Henry : Quasi Roi (1942), Ussy (1946)
- Prix des Élites : Quasi Roi (1943), Ussy (1946), Bank Note (1949)
- Prix de l'Île-de-France : Quetiéville (1944)
- Prix Louis-Tillaye : Ussy (1945), Auros (1947), Dumbéa II (1950)
- Prix de Vincennes : Ussy (1945), Bank Note (1948), Dumbéa II (1950)
- Prix de France : Ussy (1946)
- Prix des Centaures : Ussy (1946)
- Prix d'Essai : Auros 1947, Bank Note (1948)
- Saint-Léger du demi-sang : Auros (1947)
- Prix Camille-de-Wazières : Auros (1948)
- Prix Ernest-Le-Comte : Biriatou II (1948), Fleurance (1952)
- Prix Édouard-Marcillac : Bank Note (1948), Greluchon 1953
- Prix Paul-Bastard : Valsovienne (1948)
- Prix Azur : Via Mala M (1948), Aristo (1949)
- Prix Edmond-Gamare : Bank Note (1948)
- Prix des Amandiers : Créon M (1948), Fleurance (1951), Greluchon (1952)
- Prix du Bourbonnais : Urfa (1948)
- Prix Philippe-du-Rozier : Urfa (1949)
- Prix Normand : Aristo (1949)
- Prix Conquérant : Bank Note (1949)
- Prix Théophile-Lallouet : Aristo (1949), Com' Toi RL (1953)
- Prix Legoux-Longpré : Bank Note (1949)
- Prix Jules-Lemonnier : Bank Note (1949)
- Prix Raoul-Ballière : Chambon (1950)
- Prix Fuschia : Viccirius (1950)
- Prix Léon-Tacquet : Etchida (1953)
- Prix Albert-de-Foucault : Com Toi RL (1953)
- Prix de Pardieu : Gentil Kaiki (1954)
- Prix du Pontavice de Heussey : Éric L (1955)

## Palmarès driver
- Prix James Watt / Critérium des 3 ans : Courcy (1927), Joli Cœur II (1934), Riga (1942)
- Prix Éphrem-Houel : Iéna VII (1934), Disette (1951), Goéland (1954)
- Prix d'Europe : Ion II (1937), Sammy (1946)
- Prix Uranie (Longchamp) : Jefferson (1937)
- Prix Capucine : Montréal (1937), Québec IV (1941), Saverne (1943), Calpurnia (1949, rebaptisé Prix de l'Espérance), Lairos (1958), Malbrough (1959)
- Prix du Pontavice de Heussey : Los Angelès (1937)
- Prix Charles-Tiercelin : Nébuleuse V (1939), Riga (1943)
- Prix de Belgique : Jeannette B (1939), Sammy (1947), Crac de Corcelles (1953)
- Prix de Croix : Oviédo II (1940), Via Mala M (1948)
- Critérium : Oviédo II (1940)
- Grand Prix de l'Hiver : Oviédo II (1941)
- Prix Kalmia : Québec IV (1941), Riga (1942), Saverne (1943), Calpurnia (1949)
- Prix Maurice-de-Gheest : Nébuleuse (1941), Font Romeu (1952), Malbrough (1959)
- Prix du Limousin : Néric (1942)
- Prix Marcel-Laurent : Oviédo II (1942)
- Prix de l'Étoile : Riga (1943)
- Prix de Copenhague : Sammy (1945)
- Prix Jockey : Sammy (1945Abzac (1949)
- Critérium des 4 ans : Ussy (1946), Dumbéa II (1951)
- Prix de Genève : Sammy (1946, 1947)
- Prix de l'Assomption : Sammy (1946)
- Grand Prix d'Été : Sammy (1946)
- Prix Jacques-de-Vaulogé : Velleron (1947), Narciso II (1960)
- Prix de Londres : Sammy (1947)
- Prix de Tonnac-Villeneuve : Abzac (1948), Goéland (1954), Malbrough (1960)
- Prix de Belgrade : Via Mala M (1948)
- Prix Jules-Thibault : Abzac (1948), (Goéland1954)
- Prix Phaéton : Abzac (1948), Malbrough (1960)
- Prix Niger / Prix Xavier-de-Saint-Palais : Arlette III (1948), Ivacourt (1957)
- Prix de Milan : Arlette III (1948)
- Prix des Cyclamens : Calpurnia (1948)
- Prix des Fougères : Calpurnia (1948)
- Prix Octave-Douesnel : Arlette III (1948), Goéland (1954)
- Prix Alfred-Lécuyer : Calpurnia (1949), Dorchester II (janv. 1950), Bérangernov (1950)
- Prix Ovide-Moulinet : Arlette III (1949), Dumbea II (1952)
- Prix de l'Espérance : Calpurnia (1949)
- Prix d'Angleterre : Abzac (1950)
- Prix Doynel-de-Saint-Quentin : Béranger (1950), Ivacourt (1956)
- Prix de Paris : Béranger (1951)
- Prix Victor-Régis : Fin d'Avril (1952)
- Critérium des 2 ans / Critérium des Jeunes : Henrichemont (1953), Kino II (1957), Quérida (1963)
- Prix Roederer : Goéland (1955), Malbrough (1961)
- Prix de Buenos-Aires : Héléagnus B (1956), Honoré II (1959)
- Prix Guy-Le-Gonidec : Ivacourt (1956)
- Prix Jean-Le-Gonidec : Ivacourt (1957)
- Prix de New York : Hyasmine (1957)
- Prix Le Prévost de La Moissonnière : Honoré II (1958)
- Prix du Plateau de Gravelle : Honoré II (1960)
- Prix de Bretagne : Honoré II (1960)
- Critérium international : Quéronville LB (1966)